# Космос-2170
Космос-2170 је један од преко 2400 совјетских вјештачких сателита лансираних у оквиру програма Космос.
Космос-2170 је лансиран са космодрома Плесецк, СССР, 12. новембра 1991. Ракета-носач Циклон-3 је поставила сателит у орбиту око планете Земље. Маса сателита при лансирању је износила 220 килограма. Космос-2170 је био комуникациони сателит.